# Europa Nostra
Europa Nostra, la federazione pan-europea per il patrimonio culturale, rappresenta un movimento di cittadini in rapida crescita per la salvaguardia del patrimonio culturale e naturale dell'Europa. È la voce di questo movimento e si confronta con gli organismi internazionali specifici, in particolare l'Unione europea, il Consiglio d'Europa e l'UNESCO. È una delle organizzazioni non governative in relazione ufficiale con l'UNESCO.
Il network di Europa Nostra copre quasi 50 paesi in tutta Europa ed oltre. È composta da più di 250 organizzazioni membri (organizzazioni del patrimonio e fondazioni con un numero totale di più di 5 milioni di membri, 150 organizzazioni associate (enti governativi, enti locali, società) ed anche 1500 membri individuali che supportano direttamente la causa di Europa Nostra.
L'obiettivo principale di Europa Nostra è mettere al centro il patrimonio e i suoi benefici nella coscienza pubblica e far diventare il patrimonio una priorità maggiore per le politiche pubbliche sia a livello europeo che a livello nazionale. I suoi obbiettivi specifici sono quelli di promuovere, a livello europeo, standard di alta qualità nei settori di conservazione dei beni culturali, architettura, pianificazione urbana e rurale, e promuovere uno sviluppo bilanciato e sostenibile dell'ambiente urbano, rurale, costruito e naturale. Europa Nostra cerca di focalizzare l'importanza del patrimonio culturale condiviso come una colonna portante dell'identità europea, che contribuisce al rafforzamento della cittadinanza medesima.
Europa Nostra fu fondata nel 1963, su iniziativa della locale associazione Italia Nostra, come risposta ai notevoli problemi di sopravvivenza della città di Venezia, tormentata da continui e numerosi picchi di marea. Nel 1991 Europa Nostra si fuse con l'Internationales Burgen Institut (già International Castles Institute), creato nel 1949.
Oggi Europa Nostra è presieduta dalla cantante lirica Cecilia Baroli e dal presidente esecutivo Hermann Parzinger. In precedenza è stata presieduta dal cantante e direttore d'orchestra Plácido Domingo (Spagna) ed il presidente esecutivo Denis de Kergorlay (Francia), dall'Infanta Pilar (2007-2009), duchessa di Badajoz, sorella di Juan Carlos I re di Spagna, il principe consorte di Danimarca, Henrik (1990-2007) e Hans de Koster dei Paesi Bassi (1984-1990).
Le attività di questa associazione sono coordinate da un Segretariato Internazionale con sede a L'Aia, nei Paesi Bassi, diretto dal segretario generale di Europa Nostra Sneška Quaedvlieg – Mihailović (Paesi Bassi/Serbia). In molti stati, tale segretariato è assistito, nei suoi compiti, da vari rappresentanti nazionali.
Le attività principali di Europa Nostra sono:
1. agire come lobby rappresentativa per la protezione del patrimonio in Europa;
2. celebrare e promuovere l'eccellenza attraverso il Premio del patrimonio culturale dell'Unione europea/concorso Europa Nostra;
3. salvare i monumenti storici europei, i siti e i paesaggi culturali a rischio e
4. animare un network di parti interessate alla protezione del patrimonio in Europa.

## Lobby per i beni culturali
Agendo come lobby rappresentativa europea, Europa Nostra cerca di assicurare adeguato supporto per i beni culturali in varie aree delle politiche europee e finanziamenti.
Durante il proprio congresso sul patrimonio culturale europeo tenutosi ad Amsterdam (giugno 2011), Europa Nostra e 27 altri networks europei ed internazionali ed organizzazioni attive nell'ambito più ampio del patrimonio hanno deciso di creare la European Heritage Alliance 3.3.
Nel marzo del 2010, Europa Nostra ha aperto un ufficio di collegamento a Bruxelles, il cui compito è di coordinare le attività di lobby di Europa Nostra delle istituzioni europee ed enti internazionali con sede a Bruxelles, Strasburgo e Parigi.

## Premio del patrimonio culturale dell'Unione europea/concorso Europa Nostra

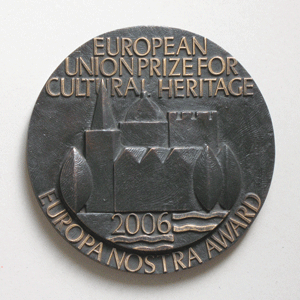
Il premio "Europa Nostra"

Il "Premio del patrimonio culturale dell'Unione europea - concorso Europa Nostra" celebra l'eccellenza nella conservazione del patrimonio, a partire dal restauro di edifici ed il loro riutilizzo, a riabilitazione urbana e paesaggistica, interpretazioni di siti archeologici, e cura per le collezioni artistiche. Inoltre, sottolinea la ricerca, il servizio dedicato alla conservazione dei beni da individui ed organizzazioni e progetti educativi legati al patrimonio.
I premi sono supportati dalla Commissione europea nell'ambito del programma Cultura dell'Unione europea. La collaborazione con la Commissione Europea è partita nel 2002.
Gli obiettivi del premio sono quelli di promuovere standard elevati e abilità tecniche elevate nelle pratiche di conservazione del patrimonio, e stimolare scambi transfrontalieri nella protezione del patrimonio. Attraverso il “potere dell'esempio”, i premi hanno l'obiettivo di incoraggiare sforzi ulteriori e progetti legati alla protezione del patrimonio in Europa.
Europa Nostra è il partner principale di The Best in Heritage, una presentazione annuale di musei premiati, progetti sul patrimonio e la conservazione, che si svolge nella seconda metà di Settembre nella città di Ragusa (Croazia), patrimonio dell'umanità.
Vincitori del Premio
2006
- La Chiesa di Sarica - Cappadocia (Turchia) nella categoria: Conservazione del Patrimonio Architettonico.
- Santo Stefano di Sessanio (Italia) nella categoria: Conservazione di Panorami di interesse culturale.
- Farbdiaarchiv zur Wand- und Deckenmalerei (Germania) nella categoria: Conservazione di Opere d'Arte.
- l'Atlantic Wall Linear Museum (Italia/Belgio/Francia) nella categoria: Studi
- Il Mihai Eminescu Trust (Romania/Inghilterra) nella categoria: Servizi Specializzati

## Patrimonio a rischio
Europa Nostra supporta campagne nazionali ed internazionali per la conservazione e salvaguardia del patrimonio europeo a rischio.
Recentemente Europa Nostra ha alzato la voce per la salvaguardia di monumenti storici, siti e paesaggi in Europa come ad esempio:
- L'aria di Rosia Montana (Transilvania, Romania) il cui patrimonio ed ambiente sono minacciati da una miniera a cielo aperto per l'estrazione dell'oro;[4]
- Il sito archeologico romano di Allianoi in Turchia, minacciato da una costruzione di una diga per l'irrigazione (oggi il sito è scomparso sott'acqua);[5][6][7]
- Mont Saint-Michel (Normandia, Francia) minacciato da una proposta di costruzione di turbine eoliche giganti con impatto visivo negativo sul paesaggio culturale intorno al monte;[8]
- Città storiche italiane, principalmente nella regione dell'Emilia-Romagna, colpite dai terremoti del maggio del 2012;[9]
- La città antica dell'Aquila e i paesi limitrofi negli Abruzzi, minacciati da vari livelli di distruzione e danni causati dal terremoto dell'Aprile 2008;
- La Cittadella di Alessandria, la più grande e tuttora la meglio conservata fortezza militare a pianta stellare d'Europa, minacciata dall'incuria e dall'abbandono[10];
- La città antica di Famagusta (Cipro) minacciata dalla negligenza causata dal continuo conflitto politico;
- Gli antichi resti della torre medievale di Berlino (Germania) e le lanterne a gas del centro storico entrambe minacciate da nuovi lavori di infrastrutture;
- Piazza Sant'Ambrogio a Milano minacciata dal progetto di un parcheggio sotterraneo.[11]

## Network pan-europeo
Europa Nostra serve come piattaforma di scambio per le parti interessate alla conservazione del patrimonio, l'educazione, la ricerca, la comunicazione e l'interpretazione. Dà la possibilità a professionisti del patrimonio, volontari, e sostenitori da tutta Europa di incontrarsi, dibattere e ispirarsi a vicenda.
Coinvolge anche una più ampia gamma di soggetti interessati, siano essi i responsabili politici, le altre reti europee o internazionali relative al patrimonio, studenti e giovani professionisti del patrimonio o del pubblico in generale. Europa Nostra è un partner di Wiki Loves Monuments, il concorso fotografico di Wikipedia intorno al patrimonio culturale.
Europa Nostra organizza ogni anno un congresso sul patrimonio culturale europeo, tra cui un forum pubblico su argomenti vari del patrimonio che sono rilevanti per l'intera Europa. Organizza anche a livello nazionale, regionale e locale, incontri e dibattiti con le ONG del patrimonio in diverse parti d'Europa. Oltre a questo, il consiglio scientifico di Europa Nostra organizza un Convegno annuale per promuovere e coordinare lo studio scientifico delle strutture antiche e degli edifici fortificati in Europa.

## Congressi e forum
- Lisbona, giugno 2012 - "Salvare il patrimonio europeo in pericolo"
- Amsterdam, giugno 2011 - "Volontariato: valore aggiunto per il patrimonio dell'Europa"
- Istanbul, giugno 2010 - "Identità multiple, patrimonio comune"
- Taormina, giugno 2009 - "Tutela dei centri minori e dei borghi storici europei e del loro paesaggio. Salviamo la memoria e l'identità dell'Europa.”
- Newcastle, giugno 2008 - "Garantire il futuro del patrimonio ingegneristico europeo"
- Stoccolma, giugno 2007 - "Aggiungere il Modernismo! Siti e architettura modernista come patrimonio culturale europeo"
- Canisy, Parigi, Novembre 2006 – “Patrimonio culturale nel Kosovo: da mela della discordia a fermento della riconciliazione”
- Valletta, maggio 2006 - "Turismo culturale: il suo incoraggiamento e controllo"
- Bruxelles, dicembre 2005 - "Il patrimonio culturale conta per l'Europa"
- Bergen, giugno 2005 - "La salvaguardia del patrimonio costiero"
- L'Aia, ottobre 2004 - "Patrimonio e istruzione - Una prospettiva europea"

## Il Consiglio Scientifico
Il Consiglio scientifico di Europa Nostra ha organizzato numerosi convegni, al fine di promuovere e coordinare gli studi scientifici riguardanti le antiche fortificazioni sparse in tutto il territorio europeo, nonché l'analisi delle strutture abitative più antiche.
Convegni del Consiglio Scientifico
- Cappadocia (Turchia), 2012 – “Le difese sotterranee”
- Nicosia (Cipro), 2011 – “Conservazione e valorizzazione del patrimonio in ex-zone di guerra”
- Istanbul (Turchia), 2010 - "Il riutilizzo di antichi insediamenti fortificati dal Medioevo ai tempi moderni"
- Rodi (Grecia), 2009 - "Gestione del territorio monumentale e delle sue attrazioni, la città fortificata medievale di Rodi"
- Kilkenny (Irlanda), 2008 - "Torri e castelli più piccoli"
- Belgrado e Petrovaradin (Serbia), 2007 - "Le fortezze con i bastioni nell'era di Vauban"
- Marksburg / Braubach am Rhein (Germania), 2006 - "La ricostruzione o nuova costruzione di castelli medievali nel XIX secolo"
- Sibiu (Romania), 2005 - "Chiese e monasteri fortificati"
- Figueres e Roses (Spagna), 2004 - "Il riutilizzo di grandi complessi militari europei inutilizzati"

## Pubblicazioni
Europa Nostra pubblica una rivista annuale, rinnovata nel 2010, che si chiama "Heritage in Motion" (ISSN 1871-417x). Questa rivista contiene articoli relativi agli attori culturali ed alle iniziative nel paese o nella città che ospitano il congresso annuale di Europa Nostra. Il suo nome precedente era "European Cultural Heritage Review" (ISSN 1871-417x).
Il consiglio scientifico di Europa Nostra ha anche pubblicato un totale di 64 volumi del suo "Bollettino Scientifico".

## Membri
Europa Nostra è una organizzazione non-profit, che è finanziariamente sostenuta da quote associative e donazioni, da parte della Commissione europea e da altri enti pubblici e privati, sostenitori e sponsor.
L'adesione ad Europa Nostra si compone di diverse categorie:
- Qualsiasi organizzazione non governativa e non-profit (ad esempio, associazioni, fondazioni o musei) che lavorano attivamente per la salvaguardia del patrimonio culturale e naturale, a livello europeo, nazionale, regionale e / o locale, può presentare una domanda per diventare un'organizzazione membro.
- Qualsiasi ente pubblico o privato non qualificati per aderire come un'organizzazione membro (ad esempio regioni, città, provincie, agenzie governative del patrimonio, istituzioni educative, organizzazioni turistiche e organizzazione mondiale dell'UNESCO) possono presentare domanda per diventare un'organizzazione associata.
- Le persone che desiderano sostenere direttamente l'azione di Europa Nostra possono diventare soci individuali.

L'associazione raduna i suoi associati e sostenitori presso l'Annual Congress, una conferenza che viene organizzata ogni anno in una località diversa, ma rigorosamente nei confini Europei.

## Governance
- Vedi Governance and Structure, su europanostra.org. URL consultato il 16 ottobre 2012 (archiviato dall'url originale il 31 maggio 2013).
- Presidente: Cecilia Bartoli (IT)
- Presidente esecutivo: Hermann Parzinger (DE)
- Vice Presidente esecutivo: Guy Clausse (LU)
- Tesoriere: Huub Doek (NL)

Vice Presidenti:
- Bertrand de Feydeau (FR)
- Petr Svoboda (CZ)
- Jacek Purchla (PL)
- Androulla Vassiliou (CY)
- Federico Guasti (IT)
- Piet Jaspaert (BE)
- Alexander Fürst zu Sayn-Wittgenstein-Sayn (DE)
- Segretario generale: Sneška Quaedvlieg-Mihailovic (NL / SRB)

Principali organi di governo:
- Assemblea Generale
- consiglio
- consiglio di amministrazione